# Leichtathletik-Europameisterschaften 2006/Teilnehmer (Schweden)
Schweden nahm mit 69 Sportlern an den Leichtathletik-Europameisterschaften 2006 (7. bis 13. August in Göteborg) teil:

## Europameisterschaftsteilnehmer, Männer
- 100 m: Daniel Persson
- 200 m: Johan Wissman, Johan Engberg
- 400 m: Thomas Nikitin
- 800 m: Mattias Claesson
- 1500 m: Rizak Dirshe, Joel Bodén
- 5000 m: Henrik Skoog
- Marathon: Alfred Shemweta, Marek Poszepczynski, Kristian Algers, Kristoffer Österlund, Said Regraugui, Kent Claesson
- 3000 m Hindernis: Mustafa Mohamed, Henrik Skoog
- 110 m Hürden: Robert Kronberg, Joakim Blaschke
- 50 km Gehen: Fredrik Svensson
- Hochsprung: Stefan Holm, Linus Thörnblad, Staffan Strand
- Stabhochsprung: Alhaji Jeng, Jesper Fritz, Gustav Hultgren, Oscar Janson
- Dreisprung: Christian Olsson
- Kugelstoßen: Stefan Blomqvist, Jimmy Nordin
- Diskuswurf: Niklas Arrhenius
- Speerwurf: Magnus Arvidsson, Daniel Ragnvaldsson
- Zehnkampf: Niklas Wiberg
- 4 × 100 m: Johan Engberg, Robert Kronberg, Patrik Lövgren, Daniel Persson, Christofer Sandin, Stefan Tärnhuvud
- 4 × 400 m: Mattias Claesson, Joni Jaako, Fredrik Johansson, Andreas Mokdasi, Thomas Nikitin, Johan Wissman

## Europameisterschaftsteilnehmer, Frauen
- 100 m: Emma Rienas
- 200 m: Emma Green, Lena Aruhn
- 400 m: Lena Aruhn, Beatrice Dahlgren
- Marathon: Lena Gavelin, Anna Rahm, Lisa Blommé
- 3000 m Hindernis: Christin Johansson, Ida Nilsson, Ebba Stenbäck Morrison
- 100 m Hürden: Susanna Kallur, Jenny Kallur
- 400 m Hürden: Erica Mårtensson, Anneli Melin, Nadja Petersen
- 20 km Gehen: Monica Svensson
- Hochsprung: Kajsa Bergqvist, Emma Green
- Stabhochsprung: Linda Persson, Hanna-Mia Persson, Maria Rendin
- Weitsprung: Carolina Klüft, Daniela Lincoln-Saavedra
- Dreisprung: Camilla Johansson
- Kugelstoßen: Helena Engman
- Diskuswurf: Anna Söderberg
- Hammerwurf: Cecilia Nilsson, Tracey Andersson
- Speerwurf: Annika Petersson
- Siebenkampf: Carolina Klüft, Jessica Samuelsson
- 4 × 100 m: Emma Green, Susanna Kallur, Jenny Kallur, Carolina Klüft, Daniela Lincoln-Saavedra, Emma Rienas
- 4 × 400 m: Emma Agerbjer, Lena Aruhn, Emma Björkman, Beatrice Dahlgren, Erica Mårtensson, Jessica Samuelsson